# Coelotes terrestris
Espèce
Synonymes
- Aranea terrestris Wider, 1834
- Amaurobius roscidus C. L. Koch, 1836
- Amaurobius subterraneus C. L. Koch, 1837
- Amaurobius tigrinus C. L. Koch, 1837

Coelotes terrestris, le Coelote terrestre, est une espèce d'araignées aranéomorphes de la famille des Agelenidae.

## Distribution
Coelotes terrestris se rencontre en Europe et en Turquie.
Le coelote terrestre est présent en Europe moyenne mais absent au Nord et au Sud. On le rencontre de la Grande-Bretagne jusqu'au sud des Pyrénées en Espagne pour la partie occidentale de sa répartition et jusqu'à l'ouest de l'Ukraine, et la Turquie pour la partie orientale. Dans cette aire, Coelotes terrestris est présent en Allemagne, en Autriche, en Belgique, en Bulgarie, au Danemark, en France, en Hongrie, au  Liechtenstein, au Luxembourg,, en Macédoine du Nord, aux Pays-Bas, en Pologne, en Roumanie, en Slovaquie, en Slovénie, en Suisse et en Tchéquie,.
Il est absent d'Irlande, d'une grande partie de la péninsule ibérique et d'Italie.

## Habitat
Coelotes terrestris est une espèce qui apprécie plutôt les milieux humides et peu lumineux de montagne ou de collines et vit quasi 
exclusivement en forêt.
Dans les forêts, elle colonise les pierres, les souches et la litière et elle affectionne également les sols moussus. Elle peut également occuper les boisements de feuillus plus secs. On trouve également cette espèce dans les steppes et les landes peu ensoleillées comme les monts d'Arrée en Bretagne, mais également dans les prairies et les zones humides.
L'espèce est principalement présente à des altitudes inférieures à 900 m bien qu'elle ait été observée à 1 200 m en Europe centrale et jusqu'à 1 550 m dans les Pyrénées.

## Description
Les mâles mesurent de 8 à 10 mm et les femelles de 10 à 13 mm.

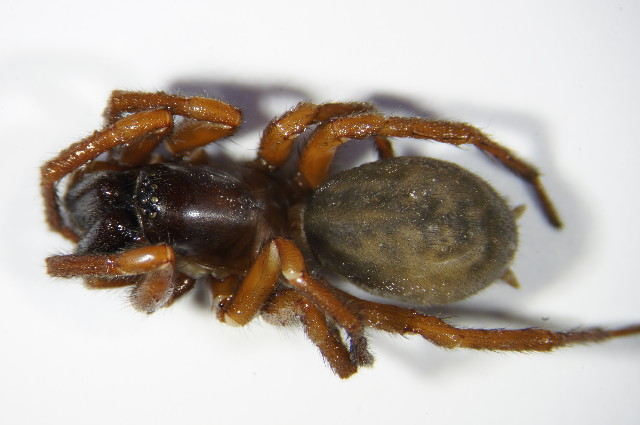
Coelotes terrestris

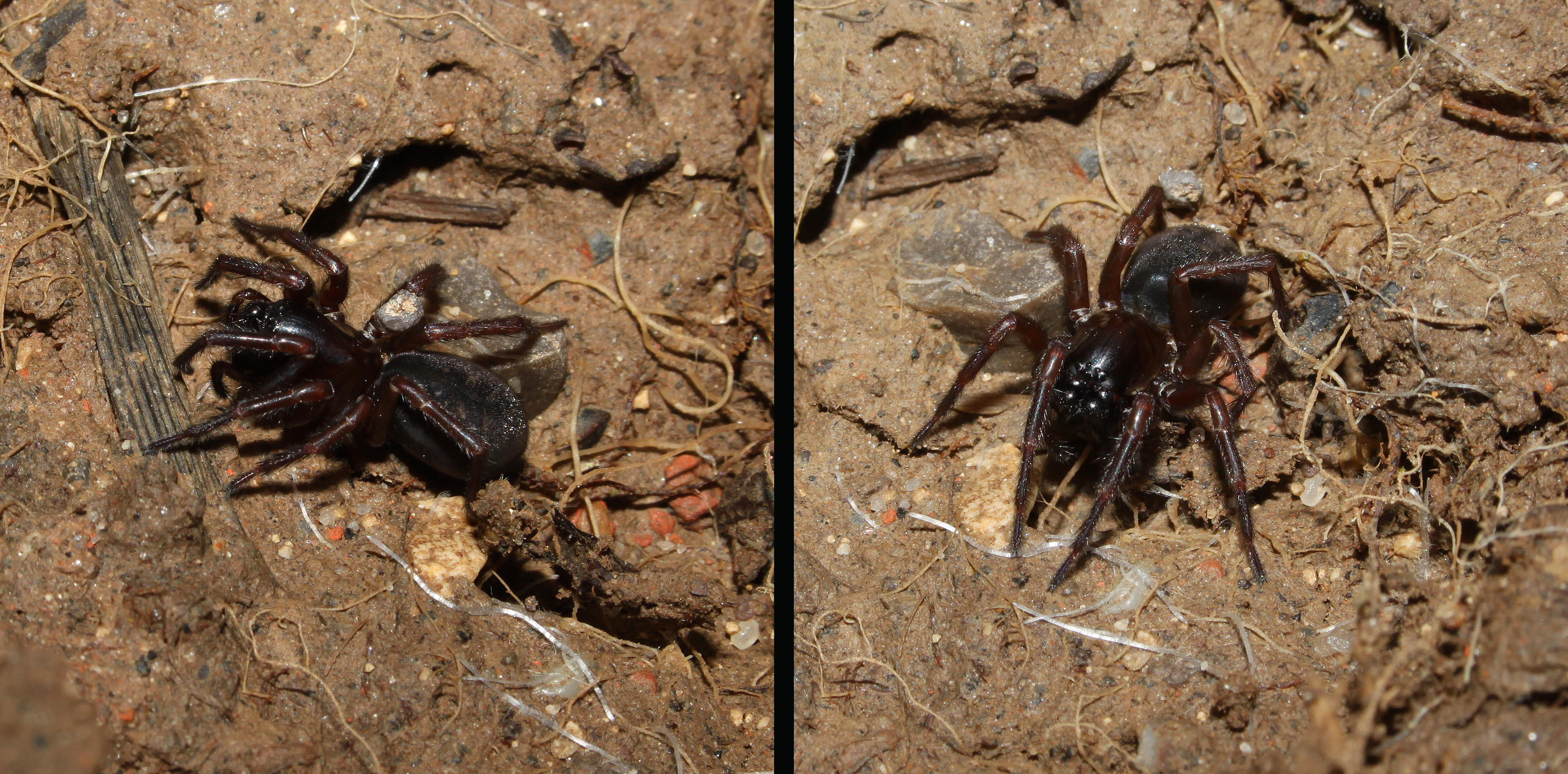
Coelotes terrestris d'Allemagne

Les pattes et le céphalothorax sont brun foncé. L'abdomen est noir velouté avec des taches claires en forme de chevrons.
Coelotes terrestris a le même aspect qu’un Amaurobius mais ses filières antérieures sont développées et ne sont pas des plaques (cribellum). On compte sept espèces dans le genre Coelotes en France, et trois autres dans des genres très proches (Inermocoelotes et Pireneitega) et l’observation des pièces génitales est indispensable pour identifier les espèces.
Coelotes terrestris est très similaire à Coelotes atropos. Il s'en distingue par un abdomen plus sombre et une bande longitudinale 
centrale antérieure plus claire, par la forme des palpes pour les mâles, et notamment par les bords latéraux foncés des épigynes qui forment un carré pour les femelles.

## Comportement

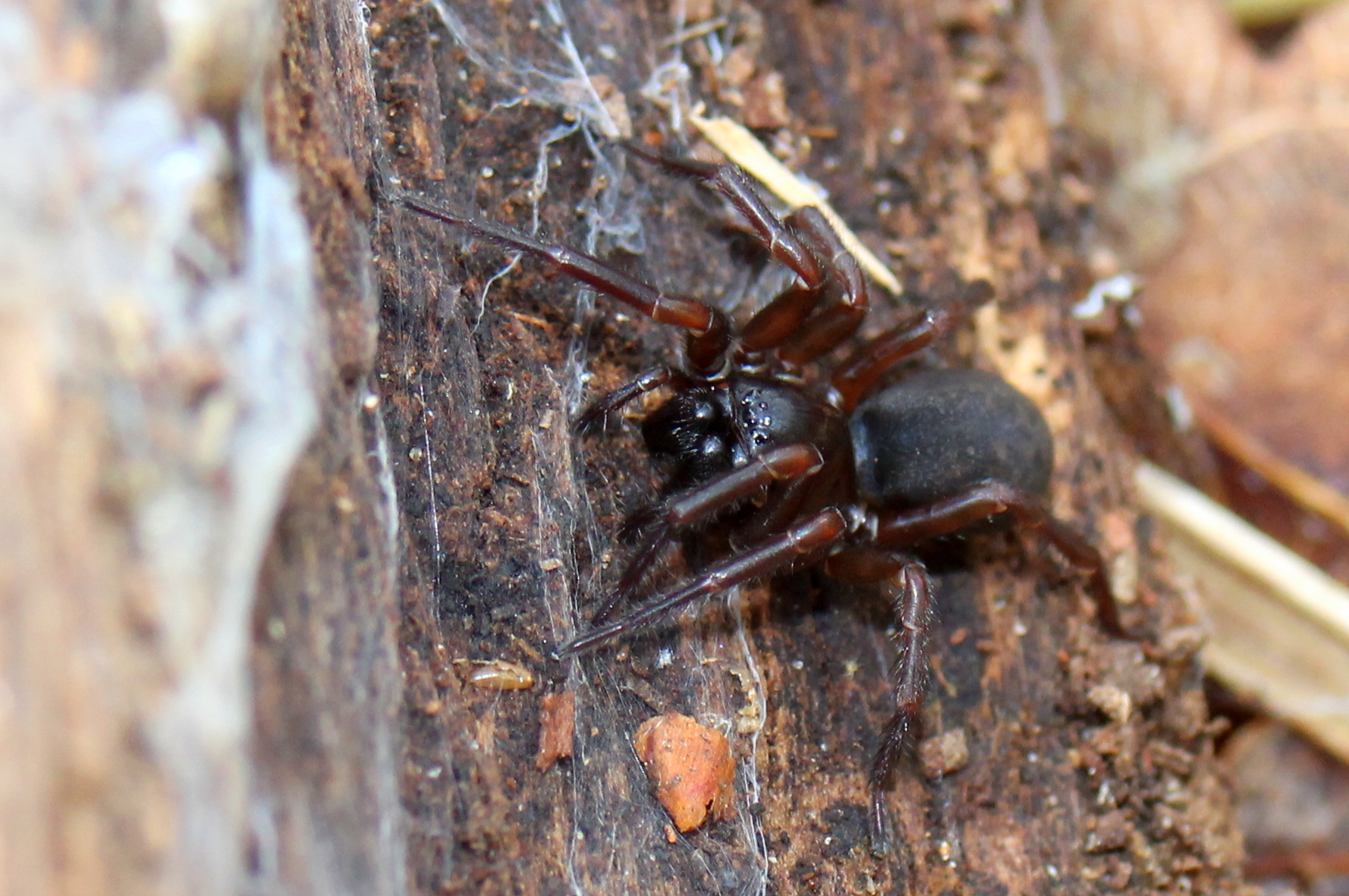
Coelotes terrestris

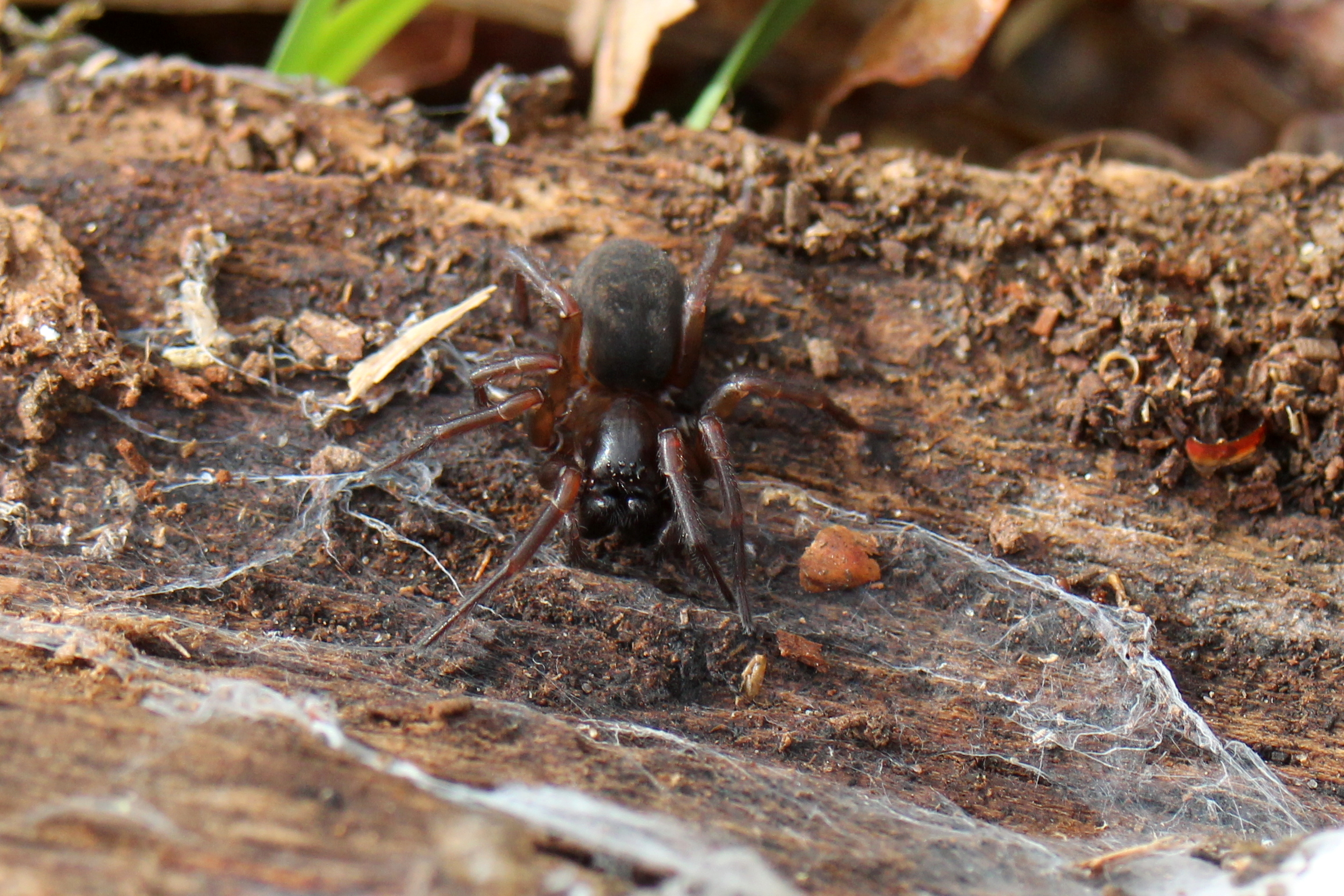
Coelotes terrestris

### Toile
Coelotes terrestris est une espèce terricole qui tisse une toile très peu étendue de quelques centimètres à 20 cm d'extension, en prolongement d’une longue retraite en forme de tube qui se prolonge au sol sous une pierre, une branche ou dans la végétation ou jusqu'à plusieurs centimètres sous la surface du sol,.

### Prédation et alimentation
Cette espèce chasse la nuit et capture de nombreux coléoptères comme des Carabidae, diptères, cloportes ou mille-pattes. Les proies qui s’aventurent sur la toile sont mordues puis entraînées dans la retraite. Contrairement à d'autres petites araignées dont les chélicères ne peuvent pénétrer l'épaisse cuticule des coléoptères, Coelotes terrestris présente un comportement prédateur spécialisé en mordant les coléoptères dans la membrane inter-segmentaire,.

### Cycle de vie
Les femelles sont présentes du printemps à l’automne et les adultes mâles en fin d’été. Le cycle est annuel pour le mâle et biannuel pour la femelle.
Lors de la période de ponte, en juin-juillet, la femelle élargit sa retraite et dépose son cocon, contenant de 30 à 70 œufs, dans cet espace étendu. Les jeunes éclosent après trois à quatre semaines d'incubation. La mère reste avec sa progéniture qu'elle nourrit avec des proies régurgitées ou mises à disposition. Ce comportement maternel est assez notable puisqu'il ne concernerait qu'une vingtaine d'espèces d'araignées sur les 40000 connues. Les jeunes chassent ensuite dans le nid et en développent la construction. Parfois, la femelle meurt aux premiers froids de l’hiver et est dévorée par ses petits qui restent dans le nid et qui ne se disperseront qu’après la fin de l’hiver,.
Coelotes terrestris peut cependant résister à des températures hivernales de −6 °C.

## Systématique et taxinomie
Cette araignée a été décrite sous le protonyme Aranea terrestris. Elle est placée dans le genre Amaurobius par C. L. Koch en 1839 puis dans le genre Coelotes par Chyzer et Kulczyński en 1897.
Amaurobius subterraneus a été placée en synonymie par C. L. Koch en 1839.
Amaurobius tigrinus a été placée en synonymie par L. Koch en 1868.
Amaurobius roscidus a été placée en synonymie  par Simon en 1937 confirmé par Déjean et Danflous en 2024.

## Publication originale
- Wider, 1834 : « Arachniden. » Zoologische miscellen. Museum Senckenbergianum, Abhandlungen aus dem Gebiete der beschreibenden Naturgeschichte, vol. 1, p. 197-282 (texte intégral).